# Рюмпт
Рюмпт (нід. Rumpt) — село в нідерландській провінції Гелдерланд. Входить до муніципалітету Вест-Бетюве.

## Галерея

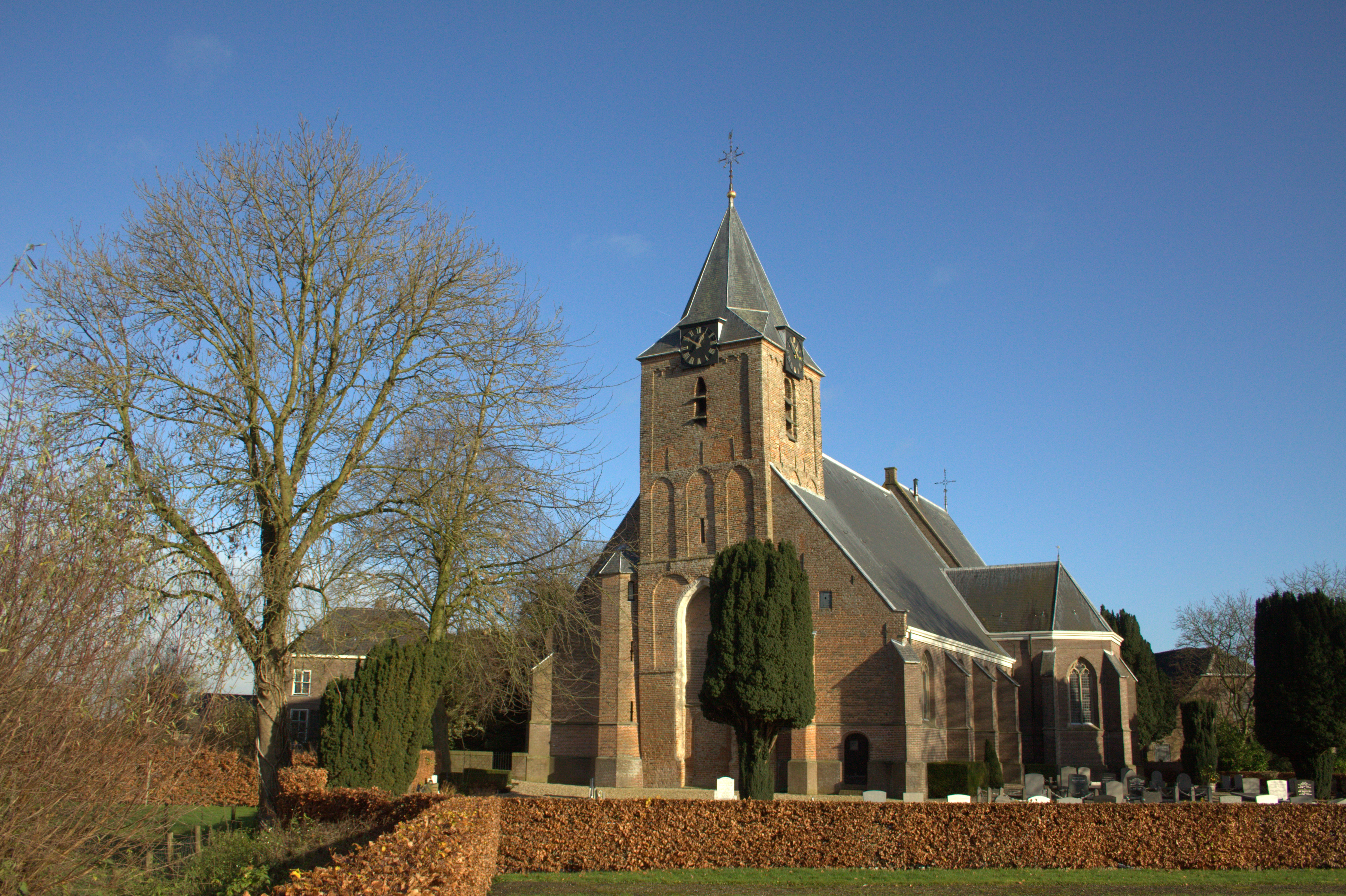
Реформістська церква
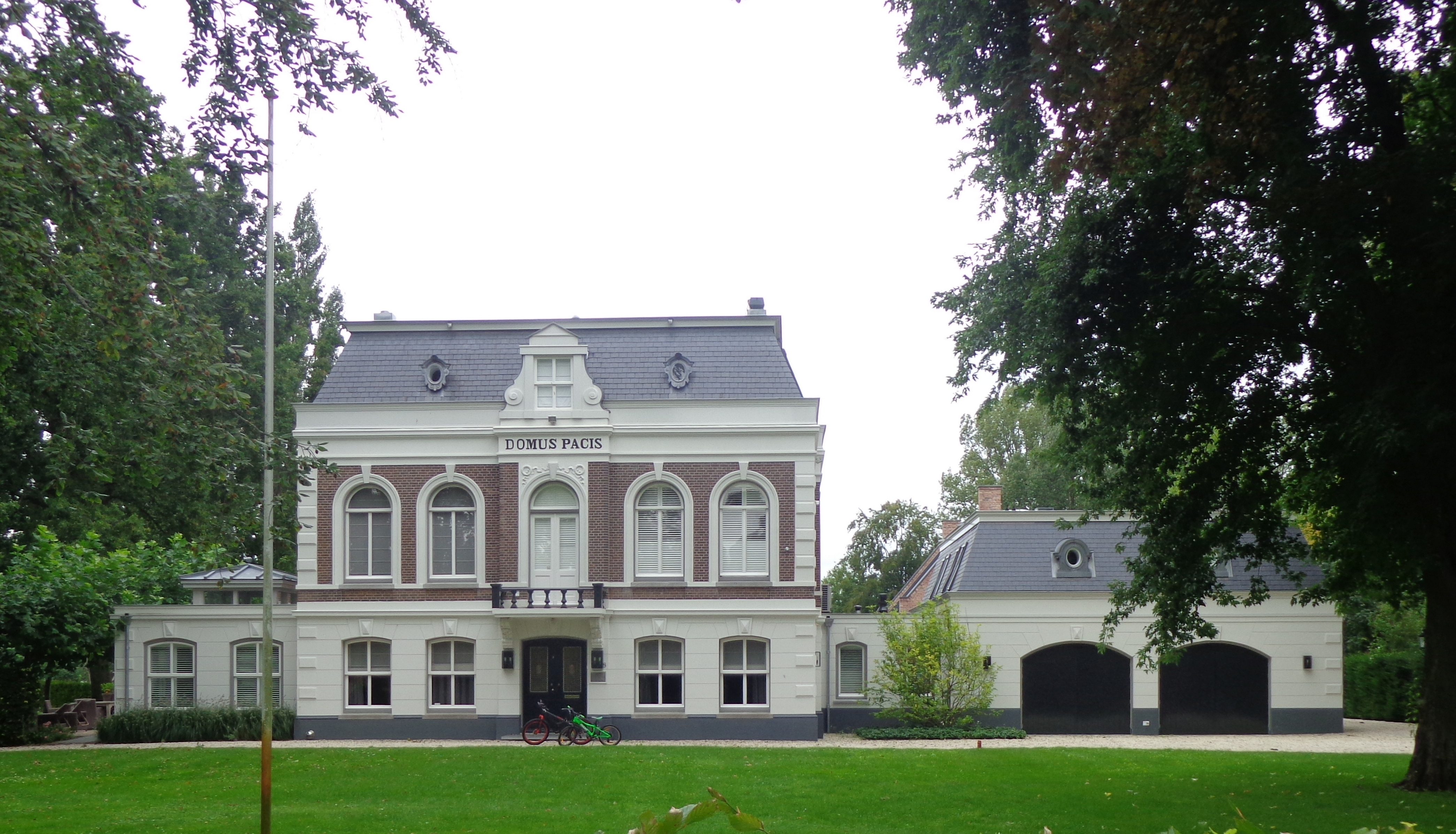
Вілла Domus Pacis
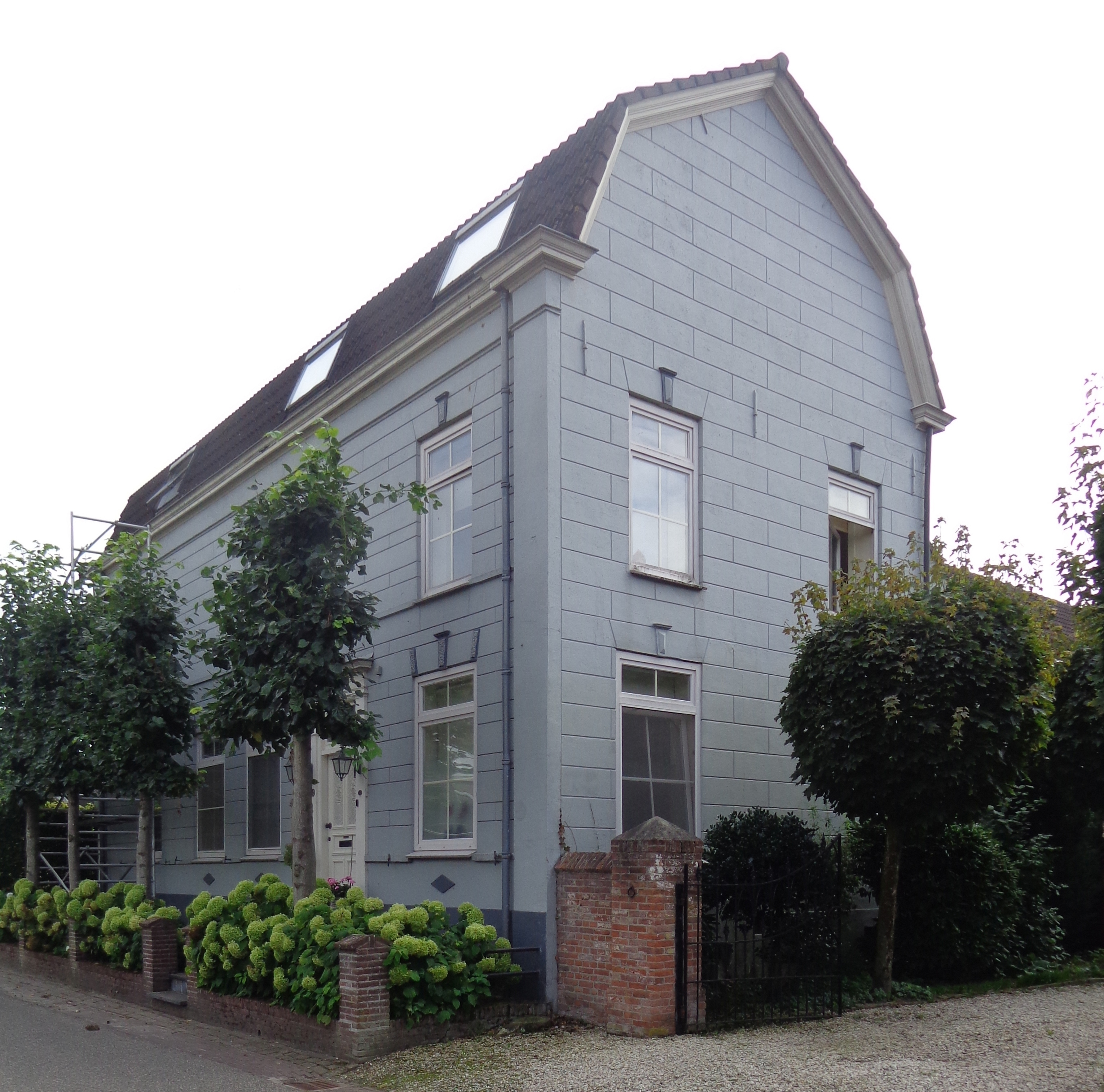
Сільський будинок
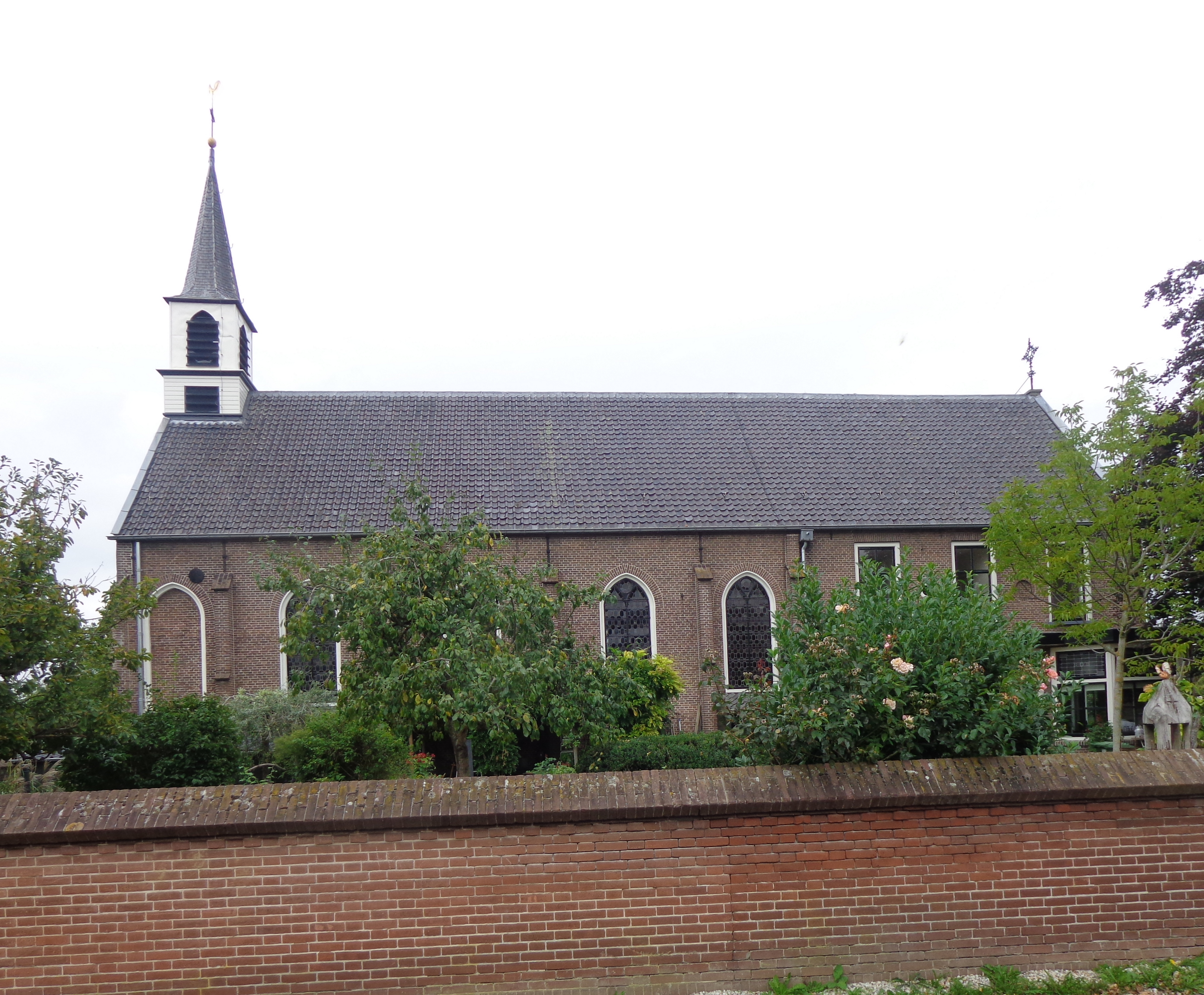
Католицька церква